# Таскутур
Таскутур (каз. Таскүтір, до 2006 г. — Тас-хутор) — упразднённое село в Казталовском районе Западно-Казахстанской области Казахстана. Упразднено в 2018 г. Входило в состав Талдыкудукского сельского округа. Код КАТО — 274863400.

## Население
В 1999 году население села составляло 210 человек (91 мужчина и 119 женщин). По данным переписи 2009 года, в селе проживали 63 человека (33 мужчины и 30 женщин).